# San Miguel de Velasco
San Miguel de Velasco es una localidad y municipio de Bolivia, ubicado en la provincia Velasco del departamento de Santa Cruz. El municipio tiene una superficie de 8.807 km² y cuenta con una población de 11.327 habitantes (según el Censo INE 2012).
Sobre la carretera ripiada la localidad se encuentra a 37 km de San Ignacio de Velasco, mientras que hasta la ciudad de Santa Cruz de la Sierra, capital departamental, se encuentra a 504 km.
La topografía del municipio se caracteriza por presentar estrechos valles con terrazas aluviales, colinas y serranías. El clima es cálido tropical con una temperatura promedio anual de 24 °C. Sus suelos son de origen precámbrico y ligeramente ácidos.

## Demografía
De acuerdo con el censo boliviano de 2024, la población del municipio de San Miguel de Velasco es de 15 177 habitantes.
La población del municipio aumentó en más de tres cuartas partes entre 1992 y 2024:
| Año  | Habitantes (municipio) | Fuente |
| ---- | ---------------------- | ------ |
| 1992 | 8.429                  | Censo  |
| 2001 | 10.273                 | Censo  |
| 2012 | 11.327                 | Censo  |
| 2024 | 15.177                 | Censo  |

## Economía
El municipio tiene como principal actividad la pecuaria, con la cría de ganado bovino, equino y porcino, mientras que en la agricultura la producción es generalmente para el consumo familiar como el maíz, plátano, naranja, grey, mandarina, acerola, ciruelo, chirimoya, caña de azúcar, algunas plantaciones de piña, sandía, joco o zapallo, maní, yuca, camote y arroz. Los productos que sí se producen en cantidades comerciales en el municipio son el café y fréjol.
En las comunidades se dedican a la caza y la pesca para su subsistencia diaria y se dedican a hacer chacos y sembradíos de plantas frutales.
La fabricación industrial de muebles es también otra de las principales actividades al igual que el tallado en madera. Los muebles fabricados en San Miguel son comercializados principalmente en la ciudad de Santa Cruz y fue declarada capital del tallado en el año 2017.
El municipio también tiene una notable actividad turística, dado que es parte del circuito de las Misiones Jesuíticas de Chiquitos, que desde el 12 de diciembre de 1990 han sido declaradas Patrimonio de la Humanidad por la UNESCO.
Entre otros centros turístico de San Miguel de Velasco está la comunidad de Cotoca, por su capilla, la laguna, etc.

## Fauna
Entre la fauna de San Miguel de Velasco las más comunes o las que más destacan son: el tatú, el puerco de monte, la anta o hurina. Entre las serpientes más comunes están la yope (serpiente altamente venenosa) la coral, la cascabel, etc. Entre los peces se encuentran el ventón, el bagre, el sábalo, el cupacá, la anguila, etc. [cita requerida]. 

## Especies maderables
Entre las especies maderables (árboles) se encuentran el tajibo, el soto, curupaú, el roble, el morau, el sirari, la tarara, el verdeolago, el paquió, el cedro, siendo el cedro una madera especial para fabricar tallados en madera ya que esta madera es blanda y no daña los instrumentos de tallado o evita su rápido desgaste. [cita requerida].

## Gastronomía
Entre su gastronomía más destacable se encuentra la patasca de pato, el pescado chapapeado, culipi, el quesillo con yuca, el majadito de pato y pollo, chicha de maíz blando, el tamal, cuñapé, chicha pemaná, turo, queso con mote, horneado de maíz, pututu (harina de maíz cocida con queso o carne): todo esto preparado con productos de la región, aunque algunos de estos platos típicos son de la región y no originalmente de esta localidad. [cita requerida].

## Idiomas

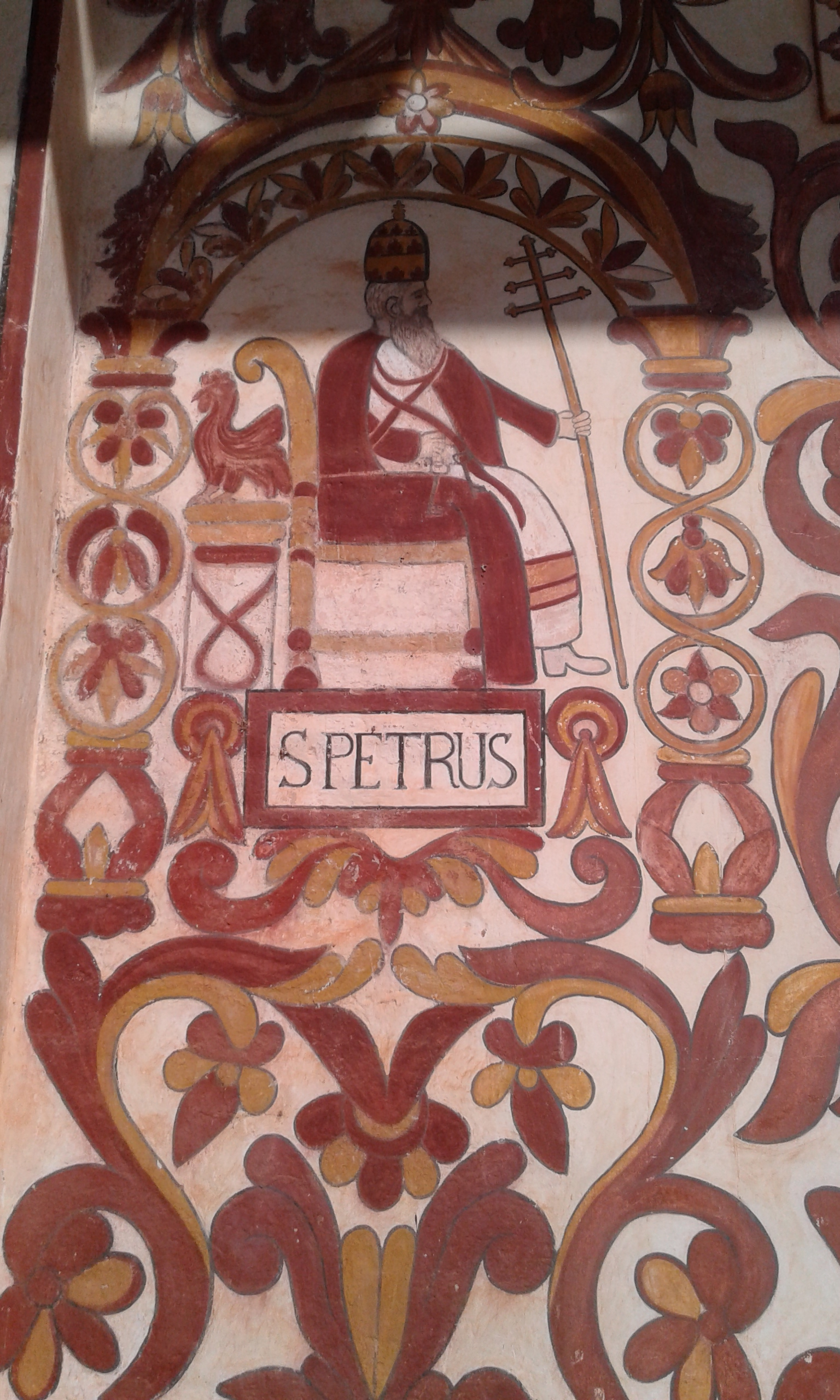
San Pedro (S. Petrus) en la fachada del templo de San Miguel de Velasco.

Aunque muchos crean que el idioma besiro es el idioma originario de esta región, esto no es del todo correcto porque en la Constitución Política del Estado reconoce que el idioma besiro abarca toda la chiquitanía, algunos habitantes de la región de San Miguel indican que su idioma originario es el "dialecto" y no el besiro, al igual que el castellano es otro de los idiomas comunes de San Miguel. [cita requerida].

## Comunidades
Las comunidades que conforman este municipio son: San Luisito de Lima, San Francisco de Lima, Cotoca, Sapocó, San Pedrito de Sapocó, Altamira, Potrero Aguilar, San Carlos de Sapocó, Corralito, Corralito Cuarrió, Cruz Ancha, Santa Anita, San Jorge, entre otras más comunidades indígenas. [cita requerida].

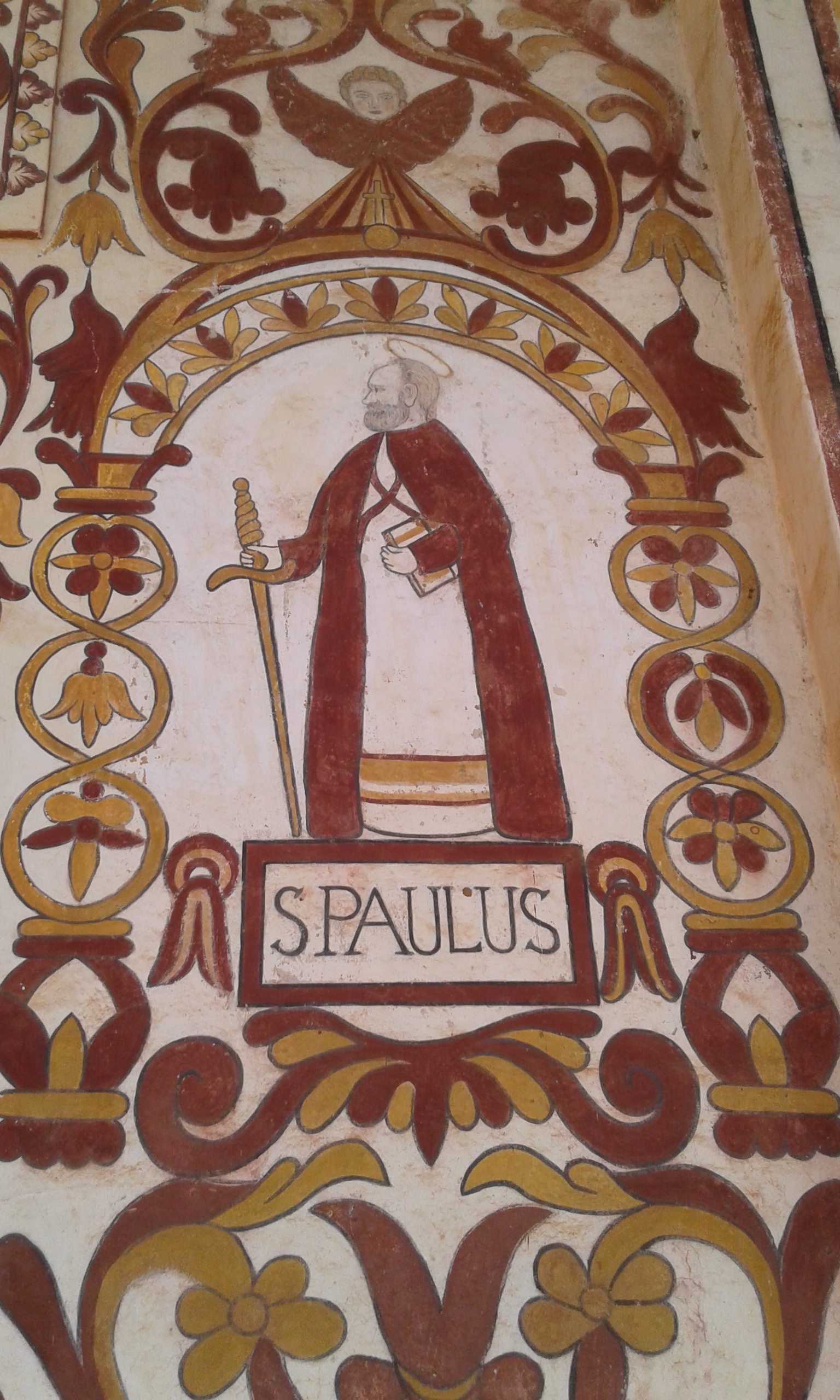
San Pablo (S. Paulus) en la fachada del templo de San Miguel de Velasco.